# Volvi-See
Der Volvi-See (griechisch λίμνη Βόλβη, gesprochen limni Volvi; mazedon./bulgar. Bezeichnung Бесичко Езеро, gesprochen Besicko Ezero) ist ein natürlicher See in der Region Mygdonien (Mydonia) im Regionalbezirk Thessaloniki der Verwaltungsregion Zentralmakedonien in Nordgriechenland.
Die Wasseroberfläche liegt auf einer Höhe von 37 m über dem Meeresspiegel, damit 38 m niedriger als der im Westen benachbarte Koronia-See. Der Volvi-See ist nach dem Trichonida-See der zweitgrößte natürliche See Griechenlands mit einer Fläche von 68,6 Quadratkilometern. Die Tiefe beträgt im Mittel 13,5 und maximal 22,3(27,3 nach neuesten Erkenntnissen) Meter. Damit ist der Volvi-See bereits einer der tieferen Seen in Griechenland. Der Wasserinhalt des Sees berechnet sich zu 940·106 Kubikmeter. Auch nach der Oberfläche ist der Volvi-See der zweitgrößte natürliche See in Griechenland. Sein Wassereinzugsgebiet (catchment area) beläuft sich auf 1.247 km².
Aufgrund seiner Tiefe hat der Volvi-Seen niedrigere mittlere Wassertemperaturen als andere griechische Seen. Die mittlere Wassertemperatur beläuft sich auf 6,8 °C, die maximale auf 29 °C. Der Volvi-See wird als warmer, monomiktischer See angesehen. Nach hydrobiologischen Kriterien ist der See meso- bis eutroph. Der Volvi-See ist nach dem Koronia-See der See mit der zweithöchsten Alkalinität in Griechenland.
Der Volvi-See liegt in einer Senke zwischen der Halbinsel Chalkidiki und dem Stratoniko- sowie Chortiatis-Massiv im Süden und den Gebirgszügen des Vertsikos und Kerdilio im Norden. Im Osten schließt sich an den See das Tal von Rendina an, nach Westen wird der See durch eine Landzunge vom Koronia-See getrennt. Vor ca. 1.000.000 Jahren bildeten Volvi- und Koronia-See einen gemeinsamen großen See, der durch das Tal von Rendina nach Osten in den Strymonischen Golf der Ägäis entwässerte. Im weiteren Verlauf wurden die beiden Seen in der mygdonischen Senke getrennt, auch der Abfluss in die Ägäis versiegte.
Südlich des Sees verläuft die Nationalstraße 2, nördlich des Sees die Autobahn 2 (Egnatia Odos). Daran liegen die beiden kleinen Dörfer Megali Volvi und Mikri Volvi. Im Südwesten liegt das Dorf Peristeronas. Am Südufer liegt die Kleinstadt Nea Apollonia, in deren Nähe finden sich auch die Überreste der antiken Siedlung Apollonia. Außerdem befinden sich dort die Dörfer Apollonia, Kokkalou und Nea Maditos. Die Ortschaften Modi und Rendina liegen an der Ostküste unmittelbar vor dem gleichnamigen Tal. Die antike Siedlung Bolbos (latein. Bolbus) befand sich ebenfalls am Ufer des Volvi-Sees, ihre genaue Lage ist aber gegenwärtig nicht bekannt.
Der Volvi-See ist wie der Koronia-See ebenfalls Verlandungsprozessen ausgesetzt, dies aber in deutlich geringerem Maße. Die Landenge zwischen Koronia- und Volvi-See gewinnt entsprechend an Ausdehnung. Zuflüsse des Sees sind Olynthiakos und Ammites, der Abfluss des Sees in den Strymonischen Golf (Ägäis) wurde bereits durch Thukydides beschrieben, aber nicht benannt. In Übereinstimmung mit den Beschreibungen des Procopius dürfte es sich um den Fluss Richios (Ρήχιος ποταμός, Erechios, latein. Rechius) gehandelt haben.